# Werner Jacob
Werner Jacob (ur. 4 marca 1938 w Mengersgereuth-Hämmern w Turyngii, zm. 23 maja 2006 w Norymberdze) – niemiecki organista, kompozytor i wykładowca akademicki. Interpretator dzieł Bacha i Regera.

## Kariera muzyczna
Do 1961 roku Werner Jacob studiował organy u Waltera Krafta, klawesyn i kompozycję u Wolfganga Fortnera, dyrygenturę u Carla Uetera w Musikhochschule Freiburg i prywatnie organy u Antona Nowakowskiego.
W latach 1969–1991 Werner Jacob był kantorem oraz organistą tytularnym w kościele św. Sebalda w Norymberdze.
Od 1985 do 2003 roku był dyrektorem artystycznym Międzynarodowego Tygodnia Muzyki Organowej w Norymberdze (Internationale Orgelwoche Nürnberg – Musica Sacra).
W latach 1976–1998 wykładał muzykę organową w Hochschule für Musik und Darstellende Kunst w Stuttgarcie. Obok działalności jako organista i pedagog zajmował się również działalnością kompozytorską. Do końca swych dni komponował – choć nie zdołał ukończyć – 5-częściową symfonię na wielką orkiestrę. 
Werner Jacob zmarł po długiej chorobie 23 maja 2006 roku. Miał 68 lat. 

## Kompozycje
- pojedyncze utwory na organy
- muzyka kameralna na organy
- Suscipe verbum F-dur (1996) – na róg i organy według Responsorium "Maulbronn-Lichtentahler Antiphonale"
- "...sine nomine super nominam...I" (1985) – Fantasia per organo, timpani e altri strumenti a percussione
- Quartett (1960) – na obój, klarnet, róg i fagot

### Utwory chorałowe (wybór)
- De visione resurrectionis (1966) – na chór mieszany, baryton solo, 2 zespoły perkusyjne i organy
- Telos nomou – na głos mówiony i instrumenty; przedstawienie biblijne Babilon na głos mówiony, 5 solistów i chór mieszany
- Canticum II – Canticum Canticorum – na głosy solowe, chór i instrumentalistów
- Canticum III: Canticum Caritatis (1991) Wenn ich mit Menschen und Engelszungen redete – na sopran, 2 gongi i tamtam